# Келли, Брайан (шахматист)
Брайан Келли (англ. Brian Kelly; род. 3 ноября 1978, Йорк, Норт-Йоркшир) — ирландский шахматист, международный мастер (1998).
Чемпион Ирландии (1995 и 2007). В составе сборной Ирландии участник шести Олимпиад (1994, 1998, 2002—2008) и двух командных чемпионатов Европы (2003—2005). 

## Изменения рейтинга
| Графики недоступны из-за технических проблем. См. информацию на Фабрикаторе и на mediawiki.org. |